# We the Kings (album)
We the Kings är debutalbumet för det amerikanska poppunk / Powerpop-bandet We the Kings. Det släpptes 2 oktober 2007 genom skivbolaget S-Curve Records. Albumet hamnade på #3  plats på Billboards Top Heatseekers karta och på #151 på Billboard 200. Albumet fick platinum i Australien som räknades ut av Australian Recording Industry Association (ARIA) för frakt av 70.000 kopior.
Det släpptes tre singlar från skivan. "Check Yes Juliet", "Secret Valentine" och "Skyway Avenue".

## Låtlista
Alla låtar är skrivna av sångaren Travis Clark, och all musik är komponerad av Clark, Sam Hollander och Dave Katz.
1. "Secret Valentine"
2. "Skyway Avenue"
3. "Check Yes Juliet"
4. "Stay Young"
5. "Whoa"
6. "August Is Over"
7. "The Quit"
8. "Don't Speak Liar"
9. "Headlines Read Out..."
10. "All Again For You"
11. "This Is Our Town"

Deluxe Edition:
1. "Check Yes Juliet" (akustisk)
2. "Skyway Avenue" (akustisk)